# Litomyšlská brána
Litomyšlská brána je jednou ze tří dochovaných gotických městských bran ve Vysokém Mýtě, pocházející ze 13. až 14. století. Spolu s Pražskou a Choceňskou branou tvořila klíčovou součást středověkého opevnění města, které chránilo jeho přístupy a bylo výraznou ukázkou městské samosprávy.

## Historie a stavební vývoj
Brána vznikla ve 14. století jako dvouvěžová stavba s větší a menší hranolovou věží, typickou pro gotické městské opevnění. Během historie však několikrát vyhořela – v letech 1461, 1700, 1774 a 1829. Po požáru v roce 1829 byla menší věž zbourána, zatímco větší byla snížena přibližně o čtvrtinu své původní výšky. V letech 1800 a 1810 byly navíc zbořeny prostřední a vnější brány.
Významné bylo úsilí vysokomýtských obrozenců, zejména A. V. Šembery, kteří usilovali o zachování a obnovu brány. Výsledkem byla novogotická rekonstrukce provedená v letech 1864–1867 podle plánů architektů H. Bergmanna a A. Hüttla.

## Architektura
Zdivo brány je ve spodní části zachováno v původní gotické podobě, má tloušťku až 2,40 metru a sahá přibližně do druhé římsy. Průchod brány je lomeně zaklenutý, vysoký 4,5 metru a široký 3,7 metru. Po stranách průchodu jsou zazděné konzoly s mužskými maskami, které pravděpodobně původně nesly archivolty oblouků.
Větší věž je dvoupatrová, hranolová, ukončená dlátovou střechou pokrytou břidlicí a dvěma korouhvemi. Na nárožích je bosování kamenů. V přízemí se nachází gotický sedlový portál s kamenným ostěním a v prvním patře úzké okno. Nad portálem je sdružené kamenné sedlové okno a vchod s lomeným obloukem doplněný o konzoly.
Menší věž je rovněž hranolová s půlkruhově zaklenutým průchodem, zakončená čtyřbokou jehlancovou střechou s makovicí a břidlicovou krytinou. Na levém boku menší věže vede segmentově zaklenutý vchod na cimbuří.
Mezi oběma věžemi je lomený oblouk s vnitřním vybráním pro mříž, nad nímž jsou sgrafitové nápisy a výzdoba. Na bráně je několik sgrafitových motivů, včetně nápisu „Záruka míru a štěstí a společného úsilí dnů příštích“, okřídleného draka, heraldických štítů a fresky sv. Jiří bojujícího s drakem – symbolu města. Tuto výzdobu vytvořil v roce 1936 František Vysekal podle návrhu Mikoláše Alše. Podchod pod menší věží pochází z roku 1910, později byl zřízen i průchod velkou věží.

## Význam památky
Litomyšlská brána je jedinečnou ukázkou středověkého městského opevnění a obranného systému, který chránil důležitý přístup do Vysokého Mýta. Je významným dokladem historické samosprávy města a jednou z jeho nejvýraznějších architektonických dominant. Díky pečlivým rekonstrukcím a zachování originálních prvků si brána zachovává svůj historický i umělecký význam.